# Les Esseintes
Les Esseintes é uma comuna francesa na região administrativa da Nova Aquitânia, no departamento da Gironda. Estende-se por uma área de 5,11 km². Em 2010 a comuna tinha 247 habitantes (densidade: 48,3 hab./km²).